# Paris Lees
Paris Lees (nascida em 1986)  é uma jornalista, apresentadora, ativista e autora inglesa. Ela liderou a Pink List de 2013 do The Independent on Sunday, ficou em segundo lugar na Rainbow List de 2014 e foi premiada com o Positive Role Model Award para LGBT no The National Diversity Awards de 2012. Lees é a primeira colunista trans da Vogue e foi a primeira mulher trans a apresentar programas na BBC Radio 1 e no Channel 4. Seu primeiro livro, What It Feels Like For a Girl, foi publicado pela Penguin em 2021.

## Infância e educação
Lees cresceu em Hucknall, Nottinghamshire. Sua mãe, Sally, deu à luz aos 17 anos Seu pai, Daren Lees, trabalhava como segurança. Seus pais se separaram quando ela era bebê. A tia de Lee e sua avó ajudaram a criá-la. Lees se descreve como tendo problemas de comportamento quando criança e aos 9 anos sua mãe a mandou para morar com o pai. Na escola, Lees sofreu bullying severo, embora tenha obtido bons resultados no GCSE. Ela começou a fazer sexo com homens em troca de dinheiro aos 14 anos. Lees afirmou que reconhece a experiência como estupro estatutário, embora não o tenha feito na época.
Aos 16 anos, Lees saiu da casa de seu pai. Mais tarde, Lees cometeu um roubo, pelo qual cumpriu oito meses de prisão, começando aos 18 anos. Lees disse mais tarde: "Eu tinha abandonado a faculdade. Basicamente, eu tinha saído dos trilhos porque estava com medo de ir para a prisão. "Acabei usando muitas drogas".  Enquanto estava na prisão, Lees decidiu mudar: "Eu apenas pensei: 'Sou um adolescente bobo em uma cela de prisão que cometeu um grande erro e quero ser essa pessoa feliz'."  Depois de ser libertada da prisão, Lees estudou para seus A-Levels.
Lees mudou-se para Brighton, uma cidade notadamente LGBT-friendly, para estudar inglês na universidade. Pouco depois de se mudar, Lees começou a se identificar publicamente como mulher. "No espaço de seis semanas, passei de morar em Nottingham quando menino [...] para morar em Brighton quando menina". Ela recebeu um encaminhamento para Charing Cross Gender Identity Clinic, onde recebeu tratamento hormonal para iniciar sua transição de gênero.

## Carreira

### Jornalismo e apresentação
Lees mudou-se para Londres para seguir carreira no jornalismo depois de se formar na universidade.
Ela fundou a primeira revista britânica voltada para a comunidade trans, META,e foi editora assistente interina do Gay Times. Ela também tem colunas no Gay Times e no Diva, também foi a primeira garota trans da capa do Diva.
Lees também escreveu para jornais e revistas, incluindo The Independent, The Guardian, The Daily Telegraph, PinkNews e Vice, as well as for Channel 4 News.
Lees trabalhou como apresentadora de televisão e rádio, sendo a primeira mulher trans a apresentar tanto na BBC Radio 1 quanto no Channel 4. Na Radio 1, ela produziu um documentário intitulado "The Hate Debate" para as histórias da BBC Radio 1, no qual foram consideradas as atitudes das pessoas em relação a grupos minoritários, juntamente com racismo, homofobia, transfobia e islamofobia. Os críticos elogiaram Lees por fazer "um bom trabalho em provocar seus ouvintes"  e por parecer "genuinamente interessada nas opiniões dos jovens que ela entrevistou". "The Hate Debate" foi seguido por um segundo documentário no mesmo espaço, "My Transgender Punk Rock Story", entrevistando a estrela do rock transgênero Laura Jane Grace e apresentando ao público adolescente os conceitos trans de identidade dentro e fora do binário. Ela também apresentou o episódio "Trans" do The Shooting Gallery do Channel 4.
Em 25 de outubro de 2013, Lees participou como palestrante no evento 100 Women da BBC. Em 31 de outubro, Lees se tornou o primeiro painelista abertamente transgênero a aparecer no programa Question Time da BBC, atraindo elogios de comentaristas que incluíam o ex-vice-primeiro-ministro John Prescott e a vice-líder do Partido Trabalhista Harriet Harman.
Em 2018, Lees foi nomeado o primeiro colunista transgênero da Vogue.
Em 2021, a Penguin lançou o primeiro livro de Lees, What It Feels Like For A Girl, um romance de memórias baseado na vida de Lees de 13 a 18 anos, começando em 2001. No livro, Lees usa o personagem fictício de Byron como uma forma de escrever sobre sua pré-transição. Lees abordou a Penguin com a ideia do livro em 2013, originalmente planejando escrever uma autobiografia mais convencional.

### Ativismo
Lees, trabalhando com o Trans Media Watch, desafiou o Canal 4 a remover o material transfóbico de suas transmissões, e consultou o canal para seu documentário My Transsexual Summer.Ela trabalhou com vários meios de comunicação para orientar a cobertura de pessoas trans; em sua cobertura do prêmio Pink List de 2013, o The Independent on Sunday disse: "Foi observado por nossos juízes que a cobertura do Daily Mail sobre questões trans melhorou visivelmente desde que ela almoçou com seu editor-chefe".
Lees atualmente trabalha com All About Trans, um projeto que tenta reunir jornalistas e outros profissionais da mídia com pessoas transgênero.
Em 2013, Lees liderou a Pink Listdo The Independent on Sunday, nomeando-a como a figura lésbica, gay, bissexual ou transgênero mais influente do Reino Unido; ela foi jurada desse prêmio em 2011 e 2012.
Lees disse que a mídia social é uma ferramenta fundamental para que as pessoas transgênero melhorem seu reconhecimento social:

As pessoas estão zombando de pessoas trans há 60 anos. A narrativa sobre questões trans tem sido controlada por pessoas que não as entendem. A mídia social é sobre pegarmos a narrativa de volta e contarmos nossas próprias histórias – esta é a nossa realidade, é isso que passamos e é isso que importa para nós. Estamos aqui, estamos na sua cara, definitivamente existimos. Isso é o mais importante - perceber que existimos.
Lees também expressou objeções a "#fuckcispeople", uma polêmica hashtag de tendências no site de rede social Twitter referindo-se a pessoas cisgênero, que ela considerou contraproducente: "É muito melhor se envolver em um diálogo positivo do que por meio de abuso raivoso".
Em novembro de 2014, Lees apareceu em Hollyoaks, interpretando ela mesma, e amiga do personagem transgênero Modupe Adeyeye.
Em 11 de agosto de 2014, Lees deveria estar no ar com a gravação do BBC Newsnight para falar sobre o impacto de Kellie Maloney se assumindo como uma mulher trans. No entanto, Lees se recusou a fazer parte do programa ao twittar: "recusei o BBC Newsnight porque não estou preparada para entrar em um debate fabricado sobre o direito das pessoas trans de existir/se expressar".
Em maio de 2016, Lees, ao lado de Brooke Magnanti, foi chamada para prestar depoimento sobre as condições das profissionais do sexo no Reino Unido ao Comitê de Assuntos Internos que investigava as leis de prostituição na Grã-Bretanha. As recomendações resultantes do comitê liderado por Keith Vaz, divulgadas em julho de 2016, implementaram as sugestões de Lees e Magnanti. Para eliminar os registros criminais dos presos por crimes relacionados à prostituição. Organizações sem fins lucrativos de trabalhadoras do sexo chamaram a aparente decisão de reviravolta de "uma vitória impressionante para as trabalhadoras do sexo e nossas demandas por descriminalização" e "um passo gigantesco para os direitos das trabalhadoras do sexo no Reino Unido".

## Vida pessoal
Lees se identificou publicamente como uma mulher trans bissexual e feminista. Lees escreveu sobre como nos primeiros dias de sua transição de gênero ela recebeu abuso por não se passar por mulher.
Em resposta à anunciada transição de gênero de Chelsea Manning, Lees revelou que quando adolescente e antes de sua transição, ela havia ido para a prisão por roubo. Lees, que então vivia como um gay afeminado, disse sobre a experiência que "parecer um menino feminino em um instituto cheio de rapazes rudes não era motivo de riso", mas aquela prisão era menos violenta do que a escola porque outros prisioneiros estavam mais dispostos a machucar a si mesmos do que aos outros.
Depois de ser libertada da prisão e ser recusada para um emprego de meio período como atendente de telefones, Lees descreveu ter tido uma epifania: "Quando percebi que gostaria de mudar a sociedade, não a mim mesma, todas essas coisas boas entraram em minha vida".  Posteriormente, ela recebeu um encaminhamento para a clínica de identidade de gênero do Charing Cross Hospital e conheceu seu namorado logo após iniciar a terapia de reposição hormonal .
Em 2018, ela se tornou a primeira mulher abertamente transgênero apresentada na Vogue britânica. Mais tarde, ela se tornou colunista da Vogue britânica em novembro de 2018.
Ela também foi a primeira apresentadora abertamente transgênero na BBC Radio 1 e no Channel 4.